# Kuskwogmiut
Kuskwogmiut je najveće eskimsko pleme s Aljaske naseljeno uz obale zaljeva Kuskokwim i donjeg toka rijeke Kuskokwim i njenih pritoka kao što je Kolmakof. 
Kuskwogmiuti su tradicionalno živjeli u polupodzemnim nastambama (zimi), s kosturom od naplavnog drveta i prekrivenih zemljom i busenjem u koje se ulazi kroz niski tunel. Lovci su na kita belugu, morževe i dlakavog bezuhug tuljana (porodica Phocidae), vidre i morske ptice, a bave se i ribolovom (losos, i druga riba). Umjetnost izražavaju rezbarstvom u drvetu i bjelokosti. Kajak i kanu od brezove kore osnovna su transportna sredstva.   

## Sela
Agomekelenanak, Agulakpak, Aguliak, Agumak, Akiachak, Akiak, Aklut, Akmiut, Anagok, Apahiachak, Apokak, Atchaluk, Bethel (misija), Chimiak, Chuarlitilik, Ekaluktaluk, Etoluk, Igiakchak, Iliutak, Kahmiut, Kakuiak, Kaltshak, Kaluktuk, Kamegli, Kanagak, Kanak, Kenachanansk, Kiktak, Kinak, Kinegnagak, Klchakuk, Kleguchek, Klutak, Kolmakof (misija), Kongiganak, Kuilkluk, Kukluktuk, Kulvagavik,Kuskok, Kuskovak,Kweleluk, Kwik, Kwikak, Kwilokuk, Kwinak, Lomavik, Mumtrak, Mumtrelek, Nak, Nakolvakik, Napai (s Atapaskima), Napaiskak, Napakiak, Nochak, Novotoklak, Okaganak, Oknagak, Oyak, Papka, Shevenak, Shiniak, Shokfak, Takiketak, Togiaratsorik, Tuklak, Tuluka, Tuluksak, Tunagak, Ugovik, Uknavik, Ulokak, Vinasale (trgovačka postaja), Yakchilak.

## Vanjske poveznice
- Hodge